# The Message (Hip-Hop-Magazin)
The Message ist ein Hip-Hop-Magazin aus Wien. Es wurde 1997 gegründet und zeitweise österreichweit vertrieben, heute erscheint es nur noch online.

## Geschichte
The Message wurde im Frühjahr 1997 von Personen aus der Wiener Hip-Hop-Szene gegründet. Es war zunächst ein Fanzine, das bei Konzerten verkauft wurde. The Message veranstaltete auch selbst Konzerte im Wiener Club Roxy. Die Zeitschrift professionalisierte sich und ging 2002 in den Pressevertrieb. Dieser wurde wegen geringer Nachfrage eingestellt und ein The Message nur noch online veröffentlicht. Der genaue Zeitpunkt der Umstellung lag laut Medienberichten 2017 „einige“ oder „schon ein paar“ Jahre zurück.

## Einfluss
Der Falter lobte 2017 unter anderem den „undogmatischen Zugang“ des Magazins. Auch FM4 schrieb, dass The Message oft Künstler vorstelle, bevor diese überregional bekannt würden. Der Tonspion zählte The Message 2018 zu den wichtigsten Deutschrap-Medien.